# Clerodendrum umbellatum
Clerodendrum umbellatum är en kransblommig växtart som beskrevs av Jean Louis Marie Poiret. Clerodendrum umbellatum ingår i släktet Clerodendrum och familjen kransblommiga växter. Inga underarter finns listade i Catalogue of Life.